# (39741) Komm
(39741) Komm est un astéroïde de la ceinture principale aréocroiseur.

## Description
(39741) Komm est un astéroïde aréocroiseur. Il présente une orbite caractérisée par un demi-grand axe de 2,18 UA, une excentricité de 0,35 et une inclinaison de 6,3° par rapport à l'écliptique.

## Compléments